# Syndrome de Williams
Ne doit pas être confondu avec Trisomie 21, Syndrome de Prader-Willi ou Syndrome de Willebrand.
 Mise en garde médicale
Le syndrome de Williams (SW), ou syndrome de Williams et Beuren, ou encore syndrome de Williams-Beuren (SWB), décrit en 1961, est une maladie dont l'origine génétique chromosomique monosomique, liée à une microdélétion (perte d’un petit fragment d'un chromosome), a été démontrée en 1993, et également une particularité syndromique neurodéveloppementale et multisystémique. Elle est caractérisée par un retard mental, dans la plupart des cas, ou certaines difficultés cognitives, associées à une malformation cardiaque, fréquemment, à un faciès particulier (très discret dans la petite enfance) et à un comportement hypersocial variables caractéristiques de l'individu affecté. Il s'y ajoute des problèmes physiques, en particulier, presque toujours, des anomalies diverses du tissu conjonctif, et parfois une hypercalcémie à la naissance, dans environ 20 % des cas, se résorbant spontanément en règle générale entre 18 et 24 mois, un retard de croissance in utero et/ou dans l'enfance, des troubles psychomoteurs et, de façon moins systématique, une hypersensibilité aux bruits, qui a pour côté positif une intelligence musicale élevée, l'intelligence pouvant également être supérieure y compris à la moyenne générale en certains domaines socio-émotionnels et verbaux.
La recherche sur les gènes impliqués dans le syndrome de Williams a permis de comprendre leurs rôles dans les comportements prosociaux chez l'humain et chez d'autres animaux.

## Historique

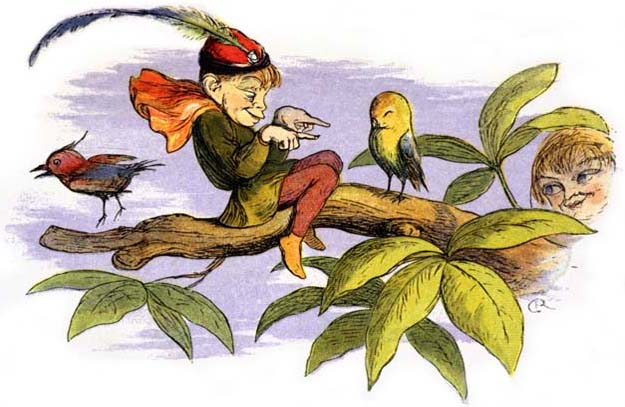
Poor little birdie teased, par l'illustrateur d'époque victorienne Richard Doyle. Un elfe y est dessiné sous les traits faciaux du syndrome de Williams.

Cette maladie génétique porte les noms du cardiologue néo-zélandais J. C. P. Williams, qui le premier identifia en 1961 cette maladie comme réunissant en règle générale une malformation cardiaque (sténose aortique congénitale ), une déficience intellectuelle et des traits faciaux « elfiques » caractéristiques, et du pédiatre allemand A.J. Beuren (de l'université de Göttingen), qui décrivit indépendamment cette association en 1962.
Sa cause fut initialement attribuée à un surdosage en vitamine D (dont l'apport peut poser problème), mais son origine génétique fut suspectée au début des années 1990. Il fut alors démontré que la maladie correspondait, non pas à une mutation, mais à une délétion d'au moins un gène.

## Cause
Microdélétion hémizygote de 1 500 000 paires de base du locus q11.23 du chromosome 7 retrouvée dans 95 % des cas.
Cette microdélétion vient indifféremment du chromosome paternel ou maternel. Elle entraîne jusqu'à la suppression de plus de 17 gènes. La zone microdélétée correspond à une zone où sont situés de nombreux gènes (ou pseudo-gènes) dupliqués, ce qui expliquerait la plus grande probabilité d'erreur au cours de la méiose. Les gènes les plus habituellement impliqués sont :
- ELN codant l'élastine[8] ;
- LIMK1 (en) ;
- GTF21 ;
- STX1A (en) ;
- BAZ1B (en).

L'essentiel des cas est sporadique (le père et la mère portant des versions normales du chromosome 7). La maladie ne compromettant pas la fertilité, une transmission de type autosomique dominante reste possible.
En 2018, les scientifiques ont pu mettre en évidence que le syndrome résulte d'une délétion de 26 à 28 gènes.

## Épidémiologie
Sa prévalence exacte est mal évaluée et inconnue dans certains pays, elle concernerait environ 1 naissance sur 
7 500 à 1 naissance sur 12 000 selon Orphanet (2024); voire sur 20 000.

## Diagnostic

### Clinique
L'enfant a plus de probabilités qu'en population générale d'être né avant terme, relativement petit et léger. La postmaturité est, elle aussi, en surrisque et fréquemment associée à un retard relatif de croissance staturo-pondérale intra-utérine. Le jeune enfant présente dans beaucoup de cas des troubles digestifs avec vomissements, douleurs abdominales responsables de pleurs fréquents, signes pouvant évoquer une maladie de Hirschsprung. Il est généralement hypotonique, avec une hernie ombilicale (chez deux enfants sur cinq) et un strabisme. Dans la plupart des cas, le langage est tardivement acquis mais de bonne qualité. Un retard modéré à la marche est fréquent.
Le diagnostic du syndrome de Williams se fait cliniquement sur l'association de plusieurs signes.
Le comportement caractéristique est celui d'une personne hypersociable, très gentille, serviable, souriante, mais avec un moindre discernement entre les liens sociaux et émotionnels, parfois rendus problématiques par une désinhibition, source de vulnérabilité. Un  signe commun est l'hypersensibilité au bruit (hyperacousie dans environ 95 % des cas, qui s'atténue ordinairement avec l'âge). Bien que les personnes porteuses soient réputées douées pour apprendre la musique, leur réputation d'« oreille musicienne » n'est pas scientifiquement étayée. Chez l'adulte, il existe fréquemment une anxiété, des troubles de l'attention.
Certains cas de syndrome de Williams montrent une affinité particulière pour les rythmes et l'expression lyrique des émotions et ont été qualifiés de savants. Bien que la capacité attentionnelle de ces personnes soit éphémère, elles peuvent passer des heures à écouter ou produire de la musique. Un taux élevé d'oreille absolue existe dans cette population, caractère commun aux plus grands compositeurs. Un garçon atteint de ce syndrome était capable de synchroniser des rythmes différents (un pour chaque main) dans le même espace de temps.
Gloria Lenhoff est une chanteuse soprano atteinte du syndrome de Williams. Elle est capable de chanter plus de 2 500 airs, en 25 langues différentes, avec un accent rapporté comme étant parfait, et possède aussi l'oreille absolue. Son QI rapporté est d'environ 55, et elle ne peut pas réaliser une opération arithmétique de base.
Une cardiopathie congénitale est présente chez environ 75 % des enfants atteints. L'anomalie cardiaque la plus fréquente (presque toujours présente, mais pas toujours, et parfois associée à d'autres, constituant globalement un signe assez caractéristique) est une sténose congénitale supravalvulaire de l'aorte (en) détectée ou suspectée après la naissance sur un souffle cardiaque (le plus rare problème cardiaque de malformation congénitale, présent dans la population générale), et très rarement in utero à partir de l'imagerie médicale (échographie). Le rétrécissement peut atteindre également d'autres artères. Le rapport « intima/media » mesuré au niveau d'une artère carotide semble constamment augmenté. Il peut exister également des anomalies des valves cardiaques. Une hypertension artérielle est constatée dans près de la moitié des cas.
Le faciès est habituellement caractéristique bien qu'assez discret (surtout chez le jeune enfant) et pas nécessairement reconnaissable, avec d'autant plus de complexité qu'un syndrome dysmorphique craniofacial variable peut être bien plus présent dans certains cas et aucune spécificité n'être vraiment détectable dans d'autres : habituellement décrit comme le visage d'un elfe (ou lutin), le faciès (en) associe tête déformée plutôt ronde puis allongée, profil plat, long cou et grand front, joues pleines et proéminentes ou dites bajoues avec plus ou moins d'hypoplasie malaire, grande bouche un peu charnue avec lèvre inférieure éversée pouvant être hypotonique, pointe du nez retroussée à bulbeuse ou nez court et rond dit en bouton, narines antéversées, petit menton, mâchoire affectée et rétrognathisme, déficit de construction du plancher osseux à ce niveau (pouvant affecter l'élocution, l'articulation, l'alimentation, associé aux problèmes dentaires), cas de gonflement du contour oculaire, d'œdème orbitaire ou yeux un peu bridés, épicanthus, comblement orbitaire, parfois iris étoilés (zone de transition chromatique avec la pupille, correspondant à une hétérochromie centrale) surtout chez les personnes aux yeux bleus et gris et motifs oculaires en dentelle, plus rarement tortuosité des vaisseaux rétiniens, écartement peu ou pas normal des yeux (hypertélorisme ou hypotélorisme (en)), largeur ou étroitesse anormale concernant les dimensions du front, long philtrum parfois flou, peau fine, délicate, parfois oreilles déformées, décollées, proéminentes, cheveux plutôt ondulés ou bouclés et fins ou cassants. Une microcéphalie modérée peut être mesurée. Les personnes familières de ces traits en reconnaîtront mieux les manifestations parfois franches et accentuées avec l'âge, la plupart du temps légères, non pas frappantes isolément mais relativement communes à l'ensemble des variations individuelles.
Un retard mental existe dans 75 % des cas environ, et divers troubles sont possibles y compris par ailleurs, notamment psychomoteurs globaux et fins, visuo-spatiaux, mathématiques ou de compréhension de certains énoncés. Parfois, le profil global est de haut niveau sauf dans ces domaines.
Le quotient intellectuel moyen des personnes atteintes reste environ de 40-50 à 70-85, ce qui correspond au maximum à une moyenne basse, mais avec de meilleurs résultats qui peuvent surprendre aux tests verbaux, un contraste plus ou moins important avec certains problèmes de perception, des aptitudes quantitatives relativement préservées sur ce plan, voire des aptitudes verbales d'un niveau de subtilité exceptionnel y compris par rapport à la moyenne générale, une intelligence musicale et socio-émotionnelle aussi particulière et élevée, une certaine mémoire auditive, visuelle, et même une hypermnésie à long terme, en dépit des difficultés.
Dans bien des cas, ces personnes ne peuvent pas faire d'opérations mathématiques ou reproduire des dessins simples, une difficulté dont le niveau est très variable et globalement proportion des autres résultats intellectuels. Il est fréquent qu'un rythme et une éloquence verbaux entre la moyenne basse et le surdon contrastent avec des capacités de dessin médiocres ou mauvaises. En général, l'acquisition de la lecture ne pose pas de problèmes mais celle de l'écriture et du calcul est notamment compliquée par l'aspect graphique de la dyspraxie (dysgraphie) et la dyscalculie variables.
Le diagnostic est habituellement posé entre 3 et 6 ans en raison de l'impossibilité d'avoir une scolarité ordinaire à cause de ce léger retard intellectuel, le cas échéant, et/ou des troubles cognitifs, dys et psychomoteurs au sens large.
Il peut également exister des troubles visuels et orthoptiques, une myopie, un nystagmus, et/ou une difficulté à effectuer des mouvements oculaires volontaires et contrôlés.
L'examen neurologique peut montrer des signes extrapyramidaux, une hyper-réflexivité.
Au niveau biologique, une hypercalcémie peut être détectée : elle serait présente chez 5 à 50 % des personnes atteintes du syndrome. Elle s'accompagne d'une fuite urinaire de calcium. Le mécanisme de ces anomalies n'est pas clair. Le diabète semble être plus fréquent que dans la population générale, l'intolérance glucidique moyenne être plus marquée. Une hypothyroïdie généralement modérée n'est pas rare.
Les patients qui souffrent du syndrome de Williams et de Beuren peuvent être dans de rares cas sujets à de l'hypersensibilité accrue et à une dépression. Surtout en cas de compétences intellectuelles développées, l'empathie peut se conjuguer à un trouble d'anxiété et l'enfant au profil hypersociable, rencontrant des difficultés dans les interactions et apprentissages sociaux et éducatifs, devenir surtout hypersensible émotionnellement ou anxio-dépressif, critères psychiatriques qui peuvent s'ajouter aux problèmes somatiques lors des cas de diagnostic tardif chez des adultes dont un grand nombre sont en isolement social mais à l'autonomie déficitaire, le comportement caractéristique de douce expansivité dit hypersocial pouvant s'effacer, dans ses manifestations, vers l'adolescence. En outre, l'intérêt pour la musique peut paradoxalement entrer en conflit avec une hypersensibilité sensorielle, acoustique, le port de protections auditives être nécessaire pour sortir. La station debout y compris immobile, l'équilibre corporel, postural, statique et la marche peuvent poser quelques difficultés dans la continuité du retard psychomoteur et de la dyspraxie parfois d'origine physique, y compris en l'absence de déficit intellectuel, avec difficultés de contrôle neuromusculaire, tendance hypotonique. La posture est alors caractéristique, les épaules sont tombantes. L'incurvation de la colonne vertébrale est d'origine psychomotrice et associée à un manque de mobilité articulaire, ou à des anomalies du tissu conjonctif comprenant la voix (inhabituellement rauque et grave) et la tête déformées, l'allongement du cou, la hernie inguinale, l'hyperlaxité primaire des articulations (avec parfois malposition des pieds), susceptible d'évoluer vers un enraidissement, éventuellement en rapport avec les problèmes de structure au niveau gastrique et digestif, prolapsus rectal, diverticulose colique ou vésicale. Des atteintes plus profondes sont en surrisque aux niveaux musculosquelettique, métabolique et endocrinien. Associés au déficit d'attention, des troubles du sommeil ne sont pas rares. Le diagnostic comprend aussi fréquemment des problèmes alimentaires y compris d'ordre psychique (hypersensibilité émotive). La bouche et le visage sont très sensibles, l'émail dentaire est fragile.

### Méthode de diagnostic
La recherche de la microdélétion se fait habituellement par la technique de FISH permettant de prouver l'absence d'une allèle du gène ELN. Une autre méthode est la recherche de copie par PCR des trois gènes les plus impliqués dans la région critique soit ELN, LIMK1 et GTF21. La dernière méthode est la recherche de perte allélique par étude chromosomique des deux parents.

## Pronostic, hérédité et vie quotidienne
La puberté intervient tôt dans la moitié des cas, mais rarement de façon vraiment précoce,, par exemple avec un développement vers 7-8 ans de la poitrine des filles (avance pubertaire). Peu d'adultes restent autonomes, mais des cas légers existent et une relative autonomie des adultes aux difficultés modérées n'est plus rarissime. Le déficit intellectuel ne s'aggrave pas mais l'attention limitée demeure problématique, la démarche instable raide avec les genoux pliés et un équilibre qui peut être souvent hésitant et associé à une disposition élevée à l'angoisse de vertige, une taille moyenne de 70 à 80% de la valeur générale, proche du troisième percentile ou de 1,5 m (pour les femmes) à 1,6 m (pour les hommes) ou un peu plus, avec des variations individuelles significatives également, un développement pondéral et une constitution générale qui ont tendance à être faibles y compris relativement à cette stature et un suivi rigoureux d'autant plus nécessaire en cas de dérèglement métabolique aux conséquences inverses, avec la prévention indispensable de la constipation et de l'obésité. Outre les complications vasculaires, il semble exister un vieillissement prématuré, notamment dermatologique et capillaire, une ménopause précoce fréquente. L'espérance de vie est inconnue, et le facteur déterminant est probablement l'atteinte cardiovasculaire. Il n'est pas certain qu'elle soit nettement limitée, des longévités élevées sont avérées. Mais l'évolution de l'hypercalcémie si elle persiste reste aussi un risque à l'âge adulte. Elle peut être à l'origine de douleurs intenses et brusques dans le bas du dos du fait de calculs (lithiase) logés dans les cavités des reins (néphrocalcinose ou néphrolithiase). Environ la moitié des personnes développent en outre une hypertension artérielle (HTA) à l'adolescence ou à l'âge adulte, généralement du fait d'un rétrécissement (sténose) à caractère progressif d'une ou des deux artères rénales. Le potentiel verbal peut être bon voire très élevé mais parfois inhibé par les troubles ORL, dont une voix communément rauque et grave.
Les jeunes enfants présentent plutôt une hyperlaxité articulaire (avec parfois malposition des pieds), qui les prédispose à des entorses ou foulures ; des contractures articulaires apparaissent ensuite, qui accentuent la maladresse de la démarche. La lordose, surtout la cyphose et la scoliose sont toutes trois relativement fréquentes.
Les autres caractéristiques courantes sont des anomalies oculaires, auditives et dentaires, dont des otites et caries à répétition, une micrognathie plus ou moins légère et des dents anormalement espacées voire absentes (concernant les dents de lait ou leur perte), des problèmes gastro-intestinaux, également un prolapsus rectal, des diverticuloses (coliques ou vésicales), des diverticules de la vessie, des malformations des voies urinaires, des infections urinaires, des difficultés à aller aux toilettes et à acquérir le contrôle des sphincters combinées à une incontinence fécale ou urinaire et une énurésie psychosomatiques affectant la qualité du sommeil.
Le syndrome est d'origine génétique non héréditaire mais chromosomique dans la mesure où ce n'est pas le contenu qualitatif transmis d'une information génétique qui la cause mais en l'occurrence, au contraire, une suppression aléatoire d'une séquence de gènes en une certaine quantité et susceptible de toucher n'importe qui même en l'absence de caractère de cette nature chez le père, la mère ou dans la généalogie (on parle de néomutation ou mutation de novo dans ce dernier cas). Aucun facteur de risque n'est identifié, et il n'y a de dépendance affectant dans aucun sens la probabilité d'avoir plusieurs enfants atteints. Cependant, les hommes et femmes atteints par les divers degrés de gravité du syndrome, qui, y compris au niveau du décalage des limites de l'âge fertile et des conformations génito-urinaires affectées, ne constituent pas d'obstacle biologique à l'existence d'une descendance, transmettent la délétion à l'enfant dans environ la moitié des cas.
Les capacités sociales, verbales et parfois intellectuelles relativement préservées, moyennes ou plus élevées contrastent avec les aptitudes visuo-spatiales, graphiques, l'expression effective de la pensée ou du ressenti empathique et des fruits de l'intelligence, et certaines capacités de mémorisation sont également bien meilleures que celles de concentration et de planification. Les troubles psychomoteurs globaux et fins, de l'équilibre, la dyspraxie et la dysgraphie ou autres troubles dys, la dyscalculie notamment ne tendent pas nécessairement à être moins graves chez ceux dont l'intelligence est normale ou forte, en tous les cas développée partiellement, et même peuvent être plus frappants. Un problème peut aussi être d'assurer la sécurité, dans l'espace urbain notamment, face aux dangers sociaux comme autres, en lien avec un aspect plus marqué de la dyspraxie et de déficits représentatifs particuliers. Et même indépendamment des problèmes ou implications physiques et d'équilibre, un signe assez caractéristique est l'entrave liée au vertige aisé dans les déplacements que représente dans d'autres environnements une crainte singulière quant aux surfaces irrégulières, aux hauteurs et à l'escalade, ce qui peut inhiber les capacités de marche de façon spectaculaire et s'accompagner de plaintes suscitant l'incompréhension de ceux dont l'appréciation des situations diffère de cette anxieuse inhibition, d'autant que les déficits cardiovasculaires et aussi respiratoires (dont sténoses de l'artère pulmonaire), aggravés par les problèmes de maintien postural, peuvent s'y conjuguer. Le symptôme psychosomatique caractérisé par la peur parfois extrêmement forte, et surprenante pour d'autres personnes, des surfaces plus ou moins inégales ou glissantes est très handicapant dans de nombreuses situations et associé de façon particulière au syndrome de Williams. La majorité des personnes atteintes du syndrome le manifestent, surtout en raison d'une perception bien particulière de l'espace, et d'une gestion atypique de leurs propres schéma corporel, posture ou démarche. La peur jugée excessive peut contraster avec l'inattention au moins apparente aux dangers, tout cela étant lié à un déficit conscient et peut-être intériorisé de certaines capacités de concentration, surtout sur la durée, mais les liens entre ces dimensions sont plus complexes car une attention élevée est également accordée aux dangers urbains par exemple, le schéma spatial et corporel étant d'une cohérente complexité. Surviennent dans une moindre mesure mais fréquemment des difficultés variables et pouvant être plus ou moins bien surmontées à s'habiller, se chausser avec des lacets, se laver, voire à être continent, y compris s'agissant des selles.
Le développement du langage apparaît parfois avant celui de la marche et de la psychomotricité, à un âge normal ou précoce, mais il est aussi fréquent, y compris lorsqu'il sera élevé ou moyen, qu'il arrive après et soit plus ou moins discrètement retardé (jusque vers cinq ans ou plus), avec des difficultés en plus de communication verbale et socio-émotionnelle, même si une intelligence potentielle peu ou pas affectée se manifeste, de sorte que l'usage de la langue des signes en famille s'envisage quelquefois. De manière générale, contrairement à ce qui est plus courant dans un neurodéveloppement typique, les sujets porteurs savent pointer les éléments extérieurs avec le doigt en aval d'une maîtrise y compris abstraite de notions de langage. La difficulté à suivre, mener, comprendre et relier des raisonnements logiques abstraits et/ou, aussi, concrets, peut être un signe important, individuellement très variable et complexe, en lien, ou non, avec la présence ou non d'un retard mental et de troubles cognitifs et comportementaux de divers degrés et natures, les habiletés intellectuelles, socio-émotionnelles, communicationnelles, non-verbales et verbales.

## Diagnostic différentiel
Cette maladie doit être distinguée des autres pathologies associant, en général plus systématiquement, visage caractéristique, cardiopathie congénitale et retard mental :
- microdélétion 22q11 ;
- syndrome de Noonan ;
- syndrome d'alcoolisme fœtal ;
- syndrome de Smith-Magenis ;
- syndrome Kabuki.

et, selon les Protocoles Nationaux de Diagnostic et de Soins (PNDS) français, d'au moins 4 maladies différentes, dites « alléliques », car elles résultent de mutations génétiques situées dans la région critique du SWB, mais sont de nature différente:
1. Délétion, plus petite, de gènes contigus de la même région (incluant le gène ELN). C'est alors, dans la majorité des cas, une forme familiale de sténose aortique congénitale (supra-valvulaire) (SASV) (en), plutôt qu’un SW classique, mais des symptômes du SW peuvent exister dans certains cas individuels, dont diverses particularités neurocomportementales et sociales, une plutôt plus légère déficience mentale ou psychomotrice, surtout des difficultés de construction visuo-spatiale[49] ;
2. SASV à transmission autosomique dominante : elle provient de mutations ou délétions intra-géniques du gène ELN [Olson et al 1993, Morris & Mervis 2000]. Seuls les symptômes de l’atteinte du tissu conjonctif existent (sans atteinte neurocomportementale)[49] ;

1. Cutis laxa autosomique dominante : elle est due à des mutations non-sens du gène ELN, à effet dominant négatif sur la structure des fibres élastiques[49] ;
2. Syndrome de duplication de la région du SWB : il est dû à une microduplication de la région délétée dans le SWB. Une déficience intellectuelle en moyenne profonde avec retard sévère du langage est alors constatée, sans signe morphologique très spécifique, ce qui ne ressemble guère à ce syndrome[49].

## Diagnostic prénatal
Le diagnostic prénatal est possible par prélèvement du trophoblaste ou d'amniocentèse.

## Conseil génétique
Un diagnostic prénatal nécessite une consultation de génétique, si possible avant la grossesse souhaitée.

## Traitement
Il n'existe pas de traitement spécifique. Les rétrécissements vasculaires peuvent être corrigés chirurgicalement. Les perturbations endocriniennes (diabète, thyroïde…) doivent être traitées. Une prise en charge psychologique et/ou sociale doit être envisagée au cas par cas.
En cas d'hypercalcémie, hypercalciurie, néphrocalcinose, l'apport en vitamine D est contre-indiqué, dont les produits multivitaminés s'ils contiennent de la vitamine D .

## Aspects sociaux et psychologiques
Malgré leurs déficits physiques et cognitifs, les personnes atteintes du syndrome de Williams présentent des capacités sociales, et — comme dans certaines formes d'autisme — verbales, impressionnantes. Leur fonctionnement neuroatypique, social et empathique élevé mais inadapté et leur ouverture tolérante courante parfois révoltée contre l'injustice, et hostile au racisme ou à la xénophobie, ce qui peut aussi prendre une tournure de radicalité mal reçue dans certains contextes sociaux, mais encore se conjuguer à un certain intérêt pour la politique, l'actualité et ses aspects sociaux, et à un rapport complexe et très atypique mais parfois plus performant à la pragmatique, au contexte, à la communication non verbale et aux conventions gestuelles, à l'implicite, aux sous-entendus, à l'humour, aux sens figurés (plus encore subtil et nuancé en général que dans certains cas d'autisme), comme à des liens d'hypersensibilité obsessionnelle de façon bien plus générale à des objets ou sujets (troubles obsessionnels compulsifs), n'est pas non plus éloigné comme l'on pourrait le croire de certains traits autistiques. Parmi leurs traits distinctifs figurent :
- un rapport atypique, ouvert et créatif au langage et aux diverses langues en général (dont les langues étrangères), une aptitude verbale inattendue, généralement, par rapport à leur QI. Un enfant atteint du syndrome de Williams à qui l'on demande de nommer un ensemble d'animaux peut ainsi énumérer un assortiment très étoffé de créatures, tel que koala, tigre à dents de sabre, vautour, licorne, lion de mer, yack, bouquetin et brontosaure, soit un ensemble verbal beaucoup plus important que ce qu'on attendrait d'un enfant ayant un QI autour de 60, par exemple[54]. Il est courant que ces enfants aient un certain déficit d'abstraction comme d'inhibition mais répètent les propos d'autrui en adoptant un registre adulte d'expressions sophistiquées. Cependant, ils le font de façon rigide, stéréotypée et inadaptée aux situations (abstraites ou concrètes[55],[56], notamment sociales et enfantines)[38]. Leur compréhension du langage et de ses tournures complexes peut être fine mais aussi, de façon bien plus secondaire, trompeuse et plus faible que leur expression, et par exemple influencée par la musique et les mélodies, et/ou par une expansion socio-émotionnelle parfois intense[53]. 
L'hypersociabilité de ces enfants est surtout orientée vers des adultes, et même si les enfants sont parfois dans un rejet particulier, cela les expose à des problèmes spécifiques en lien avec une vulnérabilité aux agressions qui existe chez eux.

Le langage utilisé par les personnes atteintes du syndrome de Williams diffère sensiblement de celui des populations non touchées, notamment de personnes dont le QI est apparié. Les personnes atteintes du syndrome de Williams utilisent un langage riche en descripteurs émotionnels, en prosodie (rythme et intensité émotionnelle exagérés, en rapport avec le lyrisme musical), et qui comporte des termes inhabituels et des expressions idiomatiques étranges, parfois avec des inventions, une créativité intéressante.
- un manque apparent d'inhibition sociale. Dykens et Rosner (1999) notent que 100 % des personnes atteintes du syndrome de Williams étaient aimables, 90 % recherchaient la compagnie des autres, 87 % compatissaient à la douleur des autres, 84 % étaient attentionnées, 83 % étaient désintéressées et indulgentes, 75 % ne passaient jamais inaperçues dans un groupe (ce qui est spécialement ambivalent) et 75 % étaient heureuses lorsque les autres réussissaient[58]. De 73 à 93 % des répondants ont déclaré qu'ils n'avaient aucune réserve à l'égard des étrangers[58]. 
Les nourrissons atteints du syndrome de Williams ont un contact visuel en apparence normal et fréquent ; et, dès qu'ils ont appris à marcher, ils ont des élans spontanés et chaleureux vers des étrangers, qu'ils peuvent par exemple embrasser. Les personnes atteintes du syndrome de Williams montrent généralement une grande empathie, elles lisent dans les yeux des autres les intentions, émotions et états mentaux[59]. Du reste, cela leur important, beaucoup reconnaissent très bien les gens à leurs traits (en), parfois mieux que la plupart des personnes neurotypiques, et ont une tendance à l'hyperfocus visuel en fixant plus que la moyenne leurs interlocuteurs, le visage et les yeux de ceux-ci, pour comprendre mieux les choses et notamment la pragmatique, le langage non-verbal et manifester de l'empathie, les personnes avec autisme par exemple ayant plutôt une difficulté à soutenir le regard des autres, mais avec possibilité de trouver d'autres façons notablement performantes de les reconnaître et de les comprendre, malgré la prosopagnosie et des échecs mal vécus. Dans une expérience, par ailleurs, un groupe d'enfants atteints du syndrome de Williams n'a montré aucun signe de préjugé racial, contrairement aux enfants qui n'ont pas le syndrome. Leur niveau de préjugés sexistes était cependant similaire à celui des enfants sans le syndrome, ce qui suggère des mécanismes distincts pour ces préjugés[60].

- une souffrance due à des niveaux de sensibilité, et de sociabilité spontanée, excessifs (soit dépassant à beaucoup de moments ce qui est considéré comme socialement approprié chez les personnes adolescentes et adultes).

Ces personnes sont plus confrontées à des réactions de rejet conduisant à l'isolement social, à la frustration voire à une grande solitude, alors même qu'elles éprouvent, de manière innée, un désir d'établir des liens avec autrui bien plus intense que la moyenne. Si les jeunes enfants porteurs de ce syndrome semblent couramment heureux, leur façon d'agir et leurs dispositions empathiques, émotionnelles et verbales, spontanées, expansives et singulières les prédisposent peu à peu à des réactions de rejet par leurs pairs, pas toujours bienveillants à leur égard. Ces enfants ont conscience de leur maladresse dans la réciprocité ; ils se sentent « incompris, rejetés dans leur expressivité » et isolés : « 76-86 % de ces enfants ont déclaré qu'ils n'avaient pas d'amis, avaient peu d'amis ou des problèmes avec leurs amis ».
La difficulté à interagir avec autrui, combinée à un besoin inhabituel de communication et à un haut niveau d'intelligence émotionnelle, de spontanéité, de sincérité et de sensibilité lucides ainsi que de compassion, peut devenir source d'intenses frustrations ou de tristesse,,,,.
Ce dernier point est un problème important. Beaucoup de personnes atteintes du syndrome de Williams sont très confiantes et veulent plus que tout se faire des amis, ce qui les amène à pouvoir être manipulées ou à se soumettre à des demandes qui, dans des circonstances normales, seraient rejetées, symétriquement mais de façon plus profondément problématique que leur tendance inverse à précisément provoquer de part et d'autre la non-réciprocité des attentes : 67 % se disent très sensibles au rejet. Selon Orphanet : « ils s’angoissent facilement. Ils peuvent chercher du réconfort auprès de leur entourage. Beaucoup ont des problèmes de sommeil. Ils s’inquiètent souvent pour leur santé et celle de leur entourage. Les échecs peuvent les plonger dans de véritables paniques. Ils tolèrent difficilement les frustrations ». Dans quelques rares cas, la personne peut alors devenir aigrie, mais généralement sans exprimer ses émotions, et encore moins en manifestant une agressivité physique, mais plutôt avec « une forte sensibilité lucide extrêmement passive et douce ». La prévalence de tendances anxieuses phobiques est aussi plus élevée.
- certains traits autistiques : 
  - le syndrome de Williams (SW) inclut, chez la plupart des individus concernés, comme l'autisme[65],[66], un trouble de la familiarité, de la proxémie et de l'attraction interpersonnelle, lié à une difficulté ou incapacité innée à réguler ou gérer la distance interpersonnelle (une régulation cruciale pour les interrelations sociales chez les personnes neurotypiques), sans doute en raison d'un fonctionnement atypique de l'amygdale, du contrôle inhibiteur et de l'anxiété sur le comportement réel de ces groupes socialement vulnérables[67]. 
Une étude qui a exploré et comparé la conscience de l'espace personnel dans le syndrome de Williams (WS) et dans les troubles du spectre autistique (TSA), en la comparant à celle observée chez les personnes neurotypiques, a conclu que les personnes avec SW ou TSA sont « significativement plus susceptibles que celles qui se développaient habituellement d'envahir l'espace personnel des autres »[67]. Le SW correspond plutôt aux personnes les moins conscientes des limites de l'espace personnel des autres[67].
  - le SW est aussi un trouble de la communication sociale, associé à une cognition sociale atypique[51], qui rappelle certains des comportements observés dans l'autisme, mais avec des différences plus ou moins nettes concernant par exemple la motivation sociale (renforcée dans le SW, alors qu'elle est diminuée dans l'autisme, mais les différences de fait peuvent être bien moins évidentes, ce ne sont pas que les problèmes extrêmes opposés qui les rapprochent, bien que ce puisse être clairement le cas)[68]. Par ailleurs, l'autisme et le SW partagent tous deux des caractéristiques avec le trouble déficitaire de l'attention avec (ou sans) hyperactivité (TDAH), tout en s'en différenciant fortement en termes de symptômes en règle générale, mais aussi en pouvant se conjuguer au TDAH non idiopathique y compris en plus de cela[69]. 
Globalement et avec des nuances complexes qui relient parfois davantage les manifestations, là où l'autiste serait « trop renfermé » (en raison de d'une distance interpersonnelle "trop" grande)[70], le WS serait en quelque sorte « trop amical » et intrusif, ce qui est dans les deux cas source d'une vulnérabilité sociale[71], mais il y a aussi des signes proches concernant la spontanéité face aux codes sociaux en particulier et une empathie franche et forte mais mal exprimée ou interprétée.
- Willfors et al. (2024) ont étudié[53] les similitudes et différences transdiagnostiques des symptômes autistiques et du fonctionnement social, ainsi que leurs trajectoires de développement chez trois types de jumeaux et personnes (âgés de 9 à 53 ans) : 1) atteintes du SW, 2) diagnostiquées avec un autisme idiopathique, 3) diagnostiquées avec un TDAH idiopathique (sans autisme). Tous ont effectué des tests évaluant l'autisme, le fonctionnement social, le QI et d'éventuels problèmes psychiatriques[68]. 12,5 % des membres du groupe SW satisfaisaient aussi les critères d'un diagnostic d'autisme, mais pour la plupart avec des difficultés distinctes en matière de communication sociale, de cognition sociale, de comportements répétitifs et de réactivité sensorielle atypique ressemblant à l'autisme. Et, plutôt inversement, une motivation sociale élevée et un grand nombre d'initiatives sociales accompagnaient ces caractéristiques. Les trajectoires développementales des symptômes de l'autisme étaient comparables dans les 3 groupes[68]. L'étude confirme que les traits autistiques sont plus fréquents chez les personnes atteintes de TDAH que chez les personnes atteintes de TDAH idiopathique, souligne (à tort ou à raison) la nécessité d'une prise en charge clinique de ces comportements. Certaines caractéristiques du TDAH sont partagées avec l'autisme, et les deux troubles ont des variations neuropsychologiques sous-jacentes similaires (c'est-à-dire, potentiellement, les fonctions exécutives, la vitesse de traitement, le retard de langage, la perception et la régulation des émotions)[68].
- Les personnes avec SWB comme TSA et d'autres particularités neurodéveloppementales ont plus fréquemment une dominance latérale de la main (avec le pied droit en appel) et de l’œil gauches que la population générale.

- trouble de l'attention et/ou hyperactivité : 91-96 % des interrogés font preuve d'inattention ou de déficit de la concentration avec ou sans hyperactivité, 75 % d'attitudes impulsives socialement et verbalement mal mesurées et réfléchies, 59-71 % d'hyperactivité en général, 46-74 % de crises de colère, 32-60 % de désobéissance et 25-37 %, tout de même de bagarres et de comportements agressifs avec un aspect physique de la spontanéité désinhibée potentiellement déclenchée ou aggravée par le rejet de l'innocence sociale et verbale quantitative et qualitative ou de l'empathie franche et maladroite mal interprétées[58],[61],[72].

- vulnérabilité : la difficulté à nouer des liens réciproques durables et profonds contraste avec la volonté constante, mais qui peut être vaine, de plaire à autrui, et que cette tension accentue. L'intérêt angoissé pour des évènements ou des individus distants peut causer des comportements sociaux déplacés. 
Quand vient, ou non, l'intérêt amoureux, pour les personnes de leur âge ou non, ce sujet est aussi une source commune de problèmes, plus importante encore que la difficulté à établir et conserver de profonds liens affectifs de type amical.
Une vulnérabilité au harcèlement et aux agressions existe d'autre part[38]. 65 % étaient susceptibles d'être taquinés et les statistiques sur les abus et la violence envers ces enfants ne sont pas disponibles.

### Recherche comportementale
Les scientifiques ont utilisé le syndrome de Williams pour étudier l'influence des gènes impliqués sur les comportements sociaux chez l'humain et les animaux.
Des souris modifiées génétiquement ont été capables de reproduire des aspects cruciaux du syndrome de Williams humain, y compris une sociabilité accrue, à divers degrés. Les scientifiques ont pu montrer que de multiples gènes dans la région de délétion entière donnent lieu à ce comportement d'hypersociabilité.
Chez l'humain, les polymorphismes communs du gène GTF2I (en), trouvé dans la région de délétion du syndrome de Williams, sont plutôt associés à une réduction de l'anxiété dans la population générale et à un comportement chaleureux, ainsi qu'à une bonne intégration en groupe et à une sociabilité élevée, très conviviale et grégaire, ainsi qu'à une grande tolérance, ouverture ou flexibilité psychologiques, à une sensibilité sans méchanceté, hostile à la violence, et à un altruisme serviable, bien que ce syndrome puisse avoir aussi des manifestations opposées. Les personnes concernées peuvent avoir également une sensibilité plus marquée que ce qui est jugé moyen et neurotypique aux réactions positives et négatives d'autrui, un rapport ambivalent aux volontés des autres et une tendance involontaire à être moins méfiantes et plus influençables, mais pas forcément à passer inaperçues et à saisir ou respecter les codes. Dans cette séquence génomique se joue pour partie en population générale une part génétique et épigénétique de la nature de la sensibilité et du degré d'importance accordée aux récompenses et approbations sociales et inversement à la solitude, au rejet ou à la désapprobation, ce qui peut avoir des implications complexes, contradictoires, variables selon les habiletés intellectuelles et communicationnelles notamment, et aussi favoriser l'évolution sociale vers un profil plus agressif, autodestructeur ou anxio-dépressif.
Une étude sur la base génétique des diverses caractéristiques associées à la domestication des chiens a révélé que cette domestication du chien s'est accompagnée d'une petite délétion génétique avec réarrangements dans la région génomique équivalente à celle liée au syndrome de Williams chez les humains. Cela expliquerait le comportement très social des chiens, notamment par rapport aux loups. La généticienne américaine Bridgett M. vonHoldt a ainsi découvert en 2009 avec son équipe que la convivialité, la grégarité, la dépendance, la domesticabilité et certains caractères cognitifs et physiques modifiés étaient associés dans l'évolution du chien à la même zone, mais avec des mécanismes de délétion et de réinsertion de séquences génomiques bien distinctes, que cette particularité humaine caractérisée d'ordinaire par une hyperréceptivité sensible aux liens socio-émotionnels, à la communication interindividuelle et grégaire, ainsi qu'un développement physique et mental affecté. Les comportements sociaux voire hypersociaux et sentimentaux canins, l'attachement aux récompenses, le peu de méfiance et la possibilité d'établir le lien interspécifique fort associés à cette domestication tout à fait particulière seraient donc plus dus à l'existence en amont d'une modification génétique lupine sur des individus affectés par une variation développementale sélectionnée car préférée par les humains qu'à l'acquis lié au relationnel ensuite développé par ces capacités très ouvertes à aller vers l'autre, communiquer, entre espèces en l'occurrence, et cela aurait permis, par la suite, la sélection beaucoup plus spécifique du véritable chien connu actuellement (en fait une sous-espèce de Canis lupus), et demeurerait déterminant.

## Dans la culture populaire
Le film Gabrielle, de Louise Archambault, met en vedette un personnage atteint du syndrome de Williams. Un thème essentiel est l'amour et la sexualité dans le cadre de la vie sociale des jeunes personnes adultes handicapées en l'occurrence par ce syndrome, brisant le tabou sur ce sujet très important.
Le Sumo qui ne pouvait pas grossir, de Éric-Emmanuel Schmitt, est un roman qui met en scène un personnage dont la mère est atteinte du syndrome de Williams.
Dans l'épisode 4 de la saison 9 de la série New York, unité spéciale: « La Voix du plus fort », une petite fille, seule témoin d'un meurtre, est atteinte de ce syndrome.
Dans l'épisode 13 de la saison 4 de la série Dr House : « Trop gentil pour être vrai », le patient trop gentil est d'abord suspect de syndrome de Williams.
Dans l'épisode 8 de la saison 2 de la série Chicago Med : Libre arbitre, la patiente du Dr Rhodes est atteinte du syndrome de Williams.
Le roman de Bruno Madelaine Les petits yeux étoilés a un jeune héros avec ce syndrome, personnage inspiré du fils de l'auteur.
Le livre de Julien Dufresne-Lamy Les bienheureux vient du travail de l'auteur à la rencontre de neuf familles concernées.
Le livre Williams et nous, de l'écrivaine Elvire Murail alias Moka, à L'École des loisirs, met en scène une petite fille atteinte du syndrome de Williams et sa vie quotidienne.
Dans le roman policier Monteperdido, d'Agustín Martínez, le personnage de Pilar est une femme atteinte de ce syndrome.
Dans la saga pour enfants Azuro, les héros sont des dragons et, selon les auteurs, Laurent et Olivier Souillé, oncle et père d'un enfant concerné, ils ressemblent à des personnes atteintes du syndrome de Williams, auxquelles sont dédiées ces histoires, car l'on parle beaucoup populairement d'yeux de dragon pour désigner les yeux étoilés.
Le récit destiné à la jeunesse Through Starburst eyes, écrit et illustré par Eloise Bonner, évoque en s'inspirant d'un petit garçon prénommé Alfie et du point de vue de cette personne la vie d'une personne porteuse du syndrome (qui a, trait fréquent dans ce cas, un motif plus sombre aux contours étoilés entre ses pupilles et ses iris clairs, d'où le titre poétique de l'ouvrage). Sur ce modèle, Eloise Bonner a également consacré à la trisomie 21 l'album Through Almond eyes.
Plusieurs célébrités, artistiques et militantes notamment, ont différentes formes de SWB, dont Gloria Lenhoff, les personnalités engagées Amy Kotch, Leah Ward, Ben (Big Red) Monkaba, et l'artiste canadienne québécoise Gabrielle Marion-Rivard, actrice, chanteuse, créatrice et activiste notable, héroïne du film de Louise Archambault, qui s'inspire d'elle sans être un documentaire en évoquant Gabrielle. Jeremy Vest est un membre avec ce syndrome de l'équipe de comédiens en situation de handicap de la série et du film intitulés How's your news? (en). 
Si les termes d'elfique et de personnalité dite cocktail party peuvent être rejetés car jugés insultants par les personnes concernées au premier chef et leurs proches, une théorie avance l'inverse concernant les êtres de fiction en affirmant que la légende d'un petit peuple de fées et lutins bienveillants avec les caractéristiques faciales du syndrome, une stature limitée et un caractère doux rendant de grands services à l'extérieur renverrait à une vision méliorative des compétences sociales et verbales des personnes concernées, et s'inspirerait plus ou moins directement et exclusivement d'une compréhension de leurs effets positifs sur leur entourage comme de lumineux pouvoirs surnaturels.